# Ngaglik (Sambi)
Ngaglik is een bestuurslaag in het regentschap Boyolali van de provincie Midden-Java, Indonesië. Ngaglik telt 1665 inwoners (volkstelling 2010).